# Dirleton Parish Church

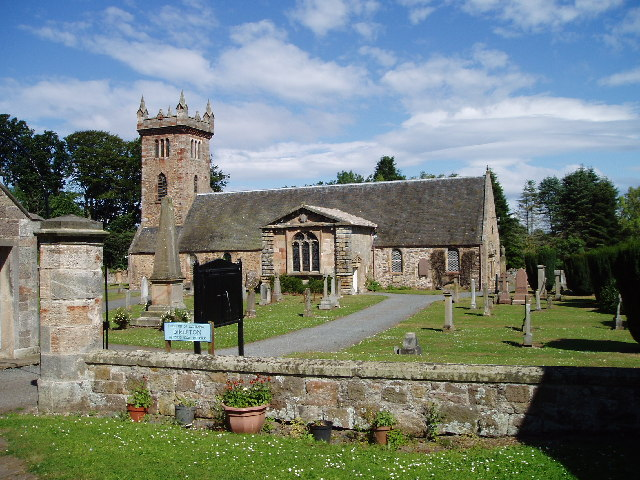
Dirleton Parish Church

Die Dirleton Parish Church, auch Dirleton Kirk, ist ein Kirchengebäude der presbyterianischen Church of Scotland in der schottischen Ortschaft Dirleton in der Council Area East Lothian. 1971 wurde das Gebäude in die schottischen Denkmallisten in der höchsten Kategorie A aufgenommen.

## Geschichte
Im 12. Jahrhundert befand sich die Pfarrkirche des Parishs in Gullane. Die heutige Pfarrkirche in Dirleton entstand im Jahre 1612. Noch vor der Greyfriars Kirk in Edinburgh erbaut, zählt sie zu den frühsten Kirchenneubauten in Schottland nach der Reformation. Der Grund für die Verlegung des Standortes liegt in den beständig auftretenden Sandverwehungen an der St Andrews Kirk in Gullane begründet. Die obsolet gewordene Kirche ist heute als Ruine erhalten und als Scheduled Monument klassifiziert.
Der Bau des Archerfield Aisle wurde 1656 begonnen und 1674 abgeschlossen. Im Jahre 1825 wurde der Glockenturm um einen vierten Abschnitt aufgestockt. Die gotischen Pinakel wurden erst 1836 hinzugefügt. Im Laufe der 1930er Jahre wurde die Dirleton Parish Church umgestaltet. In dieser Bauphase wurde neben der Entfernung der Galerie und der Installation einer Kanzel auch das Eingangsportal verlegt.

## Beschreibung
Die Kirche liegt inmitten eines umgebenden Friedhofs am Westrand von Dirleton. Das Bruchsteinbauwerk besteht aus Sandstein und war einst mit Harl verputzt. An der Westseite erhebt sich der Glockenturm mit quadratischem Grundriss. Er ist neogotisch mit Spitzbogenfenstern im ersten beziehungsweise spitzbögigen Drillingsfenstern im zweiten Obergeschoss gestaltet. Der Turm schließt mit einer auskragenden Bewehrung mit Eckfialen. Am Fuß ist eine moderne Eingangstüre eingelassen. Es schließt sich das langgezogene Langhaus mit Rundbogenfenstern an, von dem an der Südseite der Archerfield Aisle abgeht. Dieser ist im Stile der schottischen Renaissance gestaltet mit einem Maßwerk aus drei Lanzettfenstern und abschließendem Dreiecksgiebel. An seiner Ostseite befindet sich das heutige Eingangsportal. Der einstige Eingang an der Ostseite des Langhauses wurde mit Mauerwerk verschlossen und ein Rundbogenmaßwerk eingelassen. Ferner ist diese Gebäudeseite mit Ädikula mit Gesimse und Kartusche gestaltet. Entlang der Nordseite ziehen sich, ähnlich der gegenüberliegende Fassade, Rundbogenfenster. Etwa mittig geht eine kleine Sakristei ab, die im 19. Jahrhundert hinzugefügt wurde.